# アザミカワハギ
アザミカワハギ (学名：Amanses scopas) は、フグ目カワハギ科に属する海水魚。アザミカワハギ属 (学名：Amanses) は単型。インド太平洋に分布する海水魚で、和名の由来は本種の雄のもつ棘が植物のアザミを連想させることからである。種小名の意は「ほうき」。普通食用にはされない。

## 形態
体長20cm。体色は茶色だが、中心部分の色は薄い。唇は茶色。最大12本の細く暗い色の横縞が入る。背鰭は2棘と合計26-29軟条から、臀鰭は合計22-25軟条から、胸鰭は13軟条から、尾鰭は12条から成る。胸鰭、背鰭、臀鰭は黄色、尾鰭は暗褐色である。雄は体側面後方に5-6本の棘を、雌は柔らかい毛をもつ。

## 生態
インド太平洋、紅海、モザンビーク、東アフリカの熱帯海域に分布する。東限はソシエテ諸島、トゥアモトゥ諸島、南限はオーストラリア北部、北限は五島列島。日本でも五島列島や奄美群島、八重山列島など温暖な地域で見られる。沿岸部から沖合の水深3 - 18mのサンゴ礁や砂地に生息し、サンゴを捕食する。雌雄一対で見られることが多く、その場合特定のサンゴから離れることは少ない。警戒心が高い。